# Thailand Open 2012
Il Thailand Open 2012 è stato un torneo di tennis che si è giocato su campi di cemento indoor. Si è trattata della decima edizione del Thailand Open, che fa parte della categoria ATP Tour 250 nell'ambito dell'ATP World Tour 2012. Si è giocato all'Impact Arena di Bangkok, in Thailandia, dal 22 al 30 settembre 2012.

## Partecipanti

### Teste di serie
| Nazionalità | Giocatore         | Ranking | Testa di serie* |
| ----------- | ----------------- | ------- | --------------- |
| Serbia      | Janko Tipsarević  | 9       | 1               |
| Francia     | Richard Gasquet   | 14      | 2               |
| Canada      | Milos Raonic      | 15      | 3               |
| Francia     | Gilles Simon      | 20      | 4               |
| Spagna      | Fernando Verdasco | 23      | 5               |
| Serbia      | Viktor Troicki    | 31      | 6               |
| Finlandia   | Jarkko Nieminen   | 39      | 7               |
| Australia   | Bernard Tomić     | 42      | 8               |

* Le teste di serie sono basate sul ranking al 17 settembre 2012.

### Altri partecipanti
I seguenti giocatori hanno ricevuto una wildcard per il tabellone principale:
- Marco Chiudinelli
- Peerakiat Siriluethaiwattana
- Danai Udomchoke

I seguenti giocatori sono passati dalle qualificazioni:

- Kevin Anderson
- Yūichi Sugita
- Yang Tsung-hua
- Hiroki Moriya

## Campioni

### Singolare
Richard Gasquet ha sconfitto in finale  Gilles Simon con il punteggio 6-2, 6-1.
- È il primo titolo del 2012, il settimo in totale.

### Doppio
Lu Yen-hsun /  Danai Udomchoke hanno sconfitto in finale  Eric Butorac /  Paul Hanley per 6-3, 6-4.